# Dry Creek (Oklahoma)
Dry Creek – jednostka osadnicza w Stanach Zjednoczonych, w stanie Oklahoma, w hrabstwie Cherokee.